# Слава Фрідріха

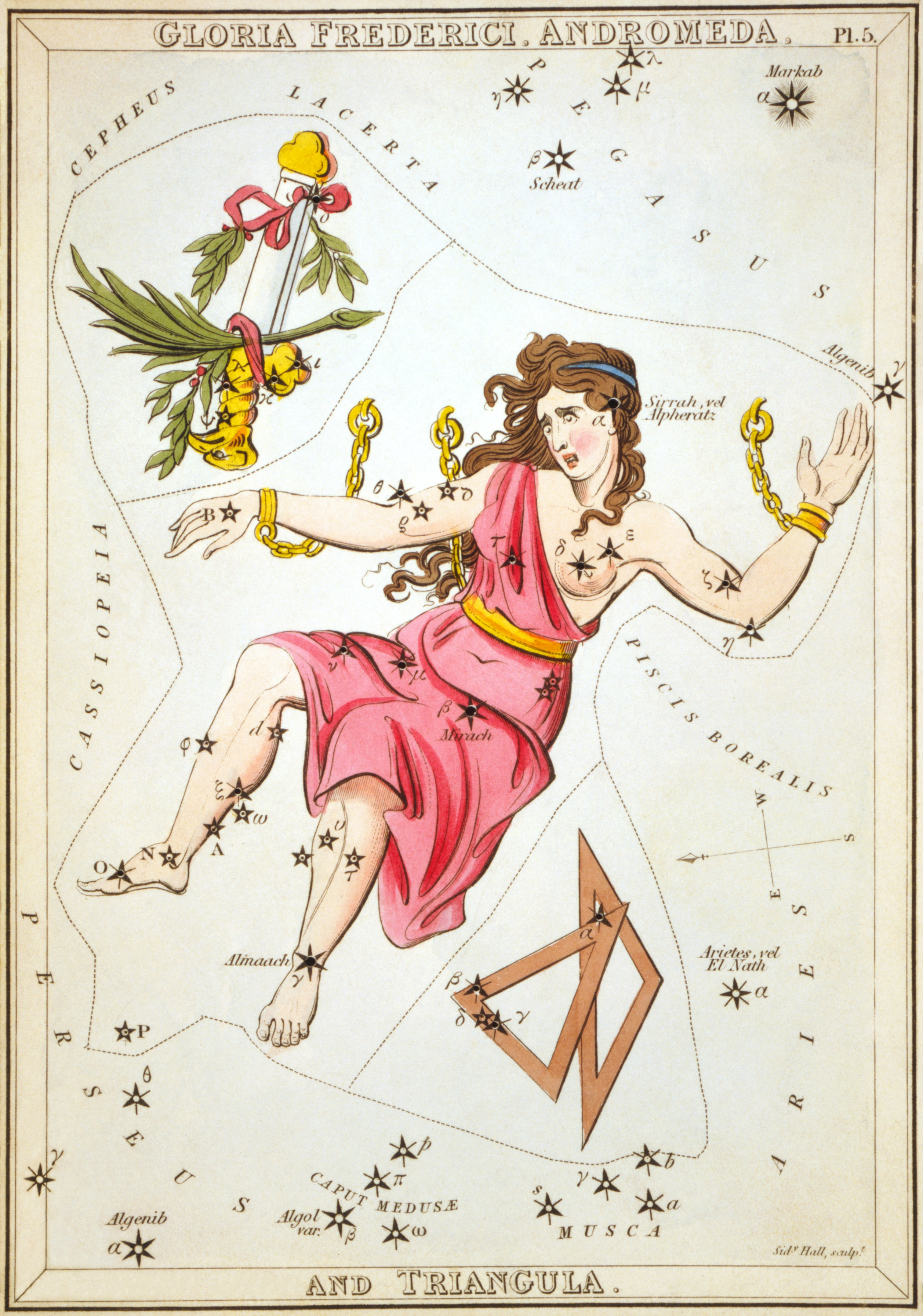
Слава Фрідріха зображена вище та ліворуч від Андромеди на цій зоряній карті з «Дзеркала Уранії» (1825)

Слава Фрідріха (лат. Honores Friderici, також Frederici Honores, Gloria Frederica або Gloria Frederici) — колишнє, нині відмінене сузір'я, створене Йоганом Боде в 1787 році на честь Фредеріка Великого, короля Пруссії, який помер попереднього року. Воно знаходилося між сузір'ями Цефея, Андромеди, Кассіопеї та Лебедя. Його головними зорями були Йота, Каппа, Лямбда, Омікрон та Псі Андромеди.

## Історія
Йоганн Боде вперше представив це сузір'я у своєму «Астрономічному щорічнику» (нім. Astronomisches Jahrbuch) 1787 року, назвавши його «Слава Фрідріха» (нім. Friedrichs Ehre) на честь короля Пруссії Фрідріха II, який помер роком раніше. У своїй праці «Уранографія» 1801 року він латинізував його назву як Honores Friderici. Він зобразив сузір'я як корону над мечем, пером та оливковою гілкою, виходячи зі свого сприйняття Фрідріха як «героя, мудреця та миротворця».
Деякі астрономи використовували це сузір'я, деякі — ні, але з другої половини XIX століття воно використовувалось все менше. Більша його частина лежить у межах сучасного сузір'я Андромеда, а частини — у Кассіопеї, Цефеї та Пегасі.

## Зорі
Боде включив 76 зір до свого нового сузір'я, з яких 26 тепер належать Андромеді, 9 — Ящірці, 6 — Цефею, 5 — Пегасу та 3 — Кассіопеї. Три найяскравіші зорі — всі з 4-ю зоряною величиною — що лежать у його межах, це Омікрон, Лямбда та Каппа Андромеди. Омікрон Андромеди з видимою зоряною величиною 3,62 є кратною зоряною системою, найяскравішою зорею якої є синьо-білий субгігант спектрального типу B6 IIIpe, а його видимим компаньйоном — біла зоря спектрального типу A2. Кожна з них має близького супутника, що робить її четверною системою. Вона знаходиться на відстані близько 690 світлових років від Землі. Лямбда Андромеди — жовтий субгігант спектрального типу G8IVk, приблизно в 1,3 рази масивніший за Сонце, який використав свій водень у ядрі та розширився приблизно до діаметра близько 7 діаметрав Сонця. Це спектроскопічна подвійна зоря, що складається з двох зір, які обертаються одна навколо одної кожні 20 днів, яскравіша з яких є змінною типу RS Гончих Псів. Каппа Андромеди — блакитно-біла зоря з видимою зоряною величиною 4,14, у якої за допомогою прямої візуалізації у 2012 році було виявлено субзоряний супутник. Спочатку вважали, що це планета, але зараз вважають, що це коричневий карлик, приблизно в 22 рази масивнішим за Юпітер.
Йота та Псі Андромеди утворюють астеризм. Йота Андромеди з зоряною величиною 4,29, — це синьо-біла зоря головної послідовності спектрального типу B8V, віддалена від Землі приблизно на 500 світлових років.